# David N. Payne
Sir David Neil Payne (* 13. August 1944 in Lewes, Sussex, England) ist ein britischer Physiker.

## Leben und Werk
Payne wurde als Sohn von Raymond und Maisie Payne geboren. Ab 1962 arbeitete er als Commissioning Engineer bei English Electric Co. Dann studierte er Physik an der Universität Southampton, wo er 1967 seinen Bachelor im Fach Elektrotechnik und im darauf folgenden Jahr seinen Master in Quantenelektronik machte. Anschließend war er dort Forschungsassistent und dann Forscher und Dozent in Southampton. 1976 wurde er mit der Arbeit über Wellenleiter promoviert. 1981 begründete er die Firma York Technology Ltd. mit und war zehn Jahre lang ihr Direktor. 1989 wurde er stellvertretender Direktor des Optoelektronisches Forschungszentrum Southampton, deren Direktor er seit 1995 ist. Seit 1991 ist er zusätzlich Professor für Photonik. Im Jahr 2000 begründete er die Firma Southampton Photonics Inc. mit und wurde deren Direktor.
1987 hat Payne den Erbium-dotierten Faserverstärker (EDFA) erfunden, der die optische Übertragung großer Datenmengen stark beschleunigt hat. Das ermöglichte schließlich die rasante Entwicklung und die weite Verbreitung des Internets in den 1990er Jahren. Außerdem arbeitet Payne über das Design und die Herstellung von optischen Fasern und Sensoren. Er hält vier Patente, zum Beispiel erfand er auch den Distributed Feedback Laser.
Paynes Hobbys sind Squash, Kochen, Motorradfahren und Gartenarbeit.

## Veröffentlichungen
- über 600 Arbeiten in wissenschaftlichen Zeitschriften und Tagungsberichten
- The production and transmission characteristics of low-loss optical fibre waveguides. Dissertation, Southampton, 1976

## Preise
- 1975–90 IEE Electronics Divisional Board Award (fünf Mal)
- 1982 Academic Enterprise Award for Establishing York Technology
- 1986 Queens Award for Industry (York Technology)
- 1991 Rank Prize for Optoelectronics
- 1991 John Tyndall Award (IEEE/OSA)
- 1993 Computers and Communications Prize (Foundation for Computer and Communications Promotion in Japan)
- 1998 Benjamin-Franklin-Medaille (Franklin Institute)
- 2000 Grundlagenpreis (Eduard-Rhein-Stiftung)
- 2001 Mountbatten-Medaille
- Microptics Award (Optical Society of Japan)
- 2004 Kelvin Gold Medal
- 2004 Commander of the British Empire (CBE)
- 2007 Photonics Award (IEEE)
- Gyr and Landis Commemorative Prize (zweimal)
- Prize for Best Paper (European Conference on Optical Communication)
- Tobie Award
- 2013 Erhebung in den Adelsstand als Knight Bachelor (Adelsprädikat Sir)
- 2020 Berthold Leibinger Zukunftspreis

## Mitgliedschaften
- 1992 Royal Society
- 1995 Optical Society of America
- 2004 Norwegische Akademie der Wissenschaften
- 2005 Royal Academy of Engineering
- 2006 Russische Akademie der Wissenschaften
- Royal Society of Arts
- Institution of Electrical Engineers